# Terbegovci
Terbegovci este o localitate din comuna Sveti Jurij ob Ščavnici, Slovenia, cu o populație de 122 de locuitori.